# Elatostema melanophyllum
Elatostema melanophyllum är en nässelväxtart som beskrevs av Wen Tsai Wang. Elatostema melanophyllum ingår i släktet Elatostema och familjen nässelväxter. Inga underarter finns listade i Catalogue of Life.